# Peča (pokrivalo)
Peča (tudi aptah) je vrsta ženskega naglavnega pokrivala. Je ena najstarejših ženskih pokrival na Slovenskem, o katerih se je ohranilo poročilo. Prvič jo omenja furlanski zgodovinar Francesco di Toppo leta 1334, ko jih je videl v Ogleju ob umeščanju patriarha Bertranda. Zapisal je: »Žene s Kranjskega so nosile na glavi belo strnjeno ruto, ki je visela doli po hrbtu in del tega zakrivala«. 